# Ragan
Le village de Ragan est situé dans le comté de Harlan, dans l’État de Nebraska, aux États-Unis. Il comptait 38 habitants lors du recensement de 2010.

## Source
- (en) Cet article est partiellement ou en totalité issu de l’article de Wikipédia en anglais intitulé « Ragan, Nebraska » (voir la liste des auteurs).